# Ricardo Goizueta
Ricardo Goizueta Díaz (Navarra, 1883 o 1884 - Pamplona, 1 de diciembre de 1979) fue un ingeniero industrial y hombre de negocios español. Acendrado monárquico, fue el cónsul oficioso de la Junta de Burgos en Gibraltar durante los primeros meses de la Guerra Civil Española.

## Biografía
Ricardo Goizueta Díaz pertenecía a una familia navarra acomodada de tendencia liberal, originaria de Villafranca. Durante las primeras décadas del siglo XX hizo negocios en Andalucía (participando por ejemplo en la urbanización de Los Remedios en Sevilla o como socio de los Larios de Málaga).
Amigo del general Sanjurjo (Goizueta fue testigo, por parte del novio, en la boda del hijo de Sanjurjo en Estoril en 1934; por su parte, Sanjurjo fue testigo en la boda de la hija de Goizueta en 1935, siendo representado por el general García de la Herrán, al encontrarse Sanjurjo exiliado), a finales de 1934 fue nombrado administrador de Tarik Petroleum, una empresa petrolera que operaba en la colonia británica de Gibraltar. En marzo de 1935, Francisco Franco hizo una breve visita a Gibraltar, donde mantuvo una reunión con diversas personalidades civiles y militares de la colonia. Goizueta fue uno de los asistentes. Es posible que en esta reunión se acordase el futuro suministro de combustible a los sublevados a través de la colonia británica, en el que Goizueta y su empresa tendrían un papel destacado.
Al producirse la sublevación que dio lugar a la Guerra Civil Española, Goizueta se encontraba en Londres y se unió a la denominada «Junta Nacional» de Londres, creada para contrarrestar los esfuerzos de la diplomacia republicana. El 27 de julio, Goizueta le transmitió a Julio López Oliván, el embajador de España en el Reino Unido, las instrucciones del general Mola para que permaneciera en su puesto e impidiese así que su segundo Vicente Álvarez-Buylla, conocido por sus simpatías izquierdistas y por su fidelidad al gobierno de la República, se hiciese cargo de la embajada (los historiadores discrepan acerca del grado de colaboración de López Oliván con los sublevados; en cualquier caso, cambiaría de bando finalmente a finales de agosto, aunque no recibió ningún cargo en el nuevo régimen). El 1 de agosto, Goizueta había vuelto a España y se encontraba en Burgos, sede de la Junta de Defensa Nacional, primer órgano de coordinación de los militares sublevados. Allí llegó Don Juan, que pretendía unirse a un destacamento monárquico que combatía en Somosierra. Goizueta participó en la comida de bienvenida que le ofreció Ruperto Besga y comunicó inmediatamente a Antonio Goicoechea la presencia del heredero. Después de discutirlo, ambos llegaron a la conclusión de que la presencia de Don Juan en el país podía resultar peligrosa, por lo que Goizueta dio noticia de la presencia del heredero de Alfonso XIII al general Mola, el cual ordenó detenerle y ponerlo en la frontera.
Durante su estancia en Gibraltar en los meses anteriores a la guerra, Goizueta estableció excelentes relaciones con el gobernador y con la administración colonial británicos, así como con la alta sociedad de la colonia, muy identificada con las clases privilegiadas del otro lado de la frontera, con la que compartía ocio e intereses. La intervención de Tarik Petroleum (que durante la guerra la propaganda republicana identificó con Juan March) había asegurado una bajada de los precios en la colonia, lo que fue muy apreciado allí. Cuando el 21 de julio la flota republicana atracó en el puerto de Gibraltar con el objetivo de repostar, los representantes de las empresas petroleras privadas del Peñón, entre ellas la de Goizueta, se negaron a abastecer a la flota, con lo que esta tuvo que acudir a Málaga debilitando así el bloqueo del estrecho. Desde principios de otoño, Goizueta venía representado el papel de intermediario entre la Junta de Burgos y las autoridades británicas de la colonia (a pesar de las simpatías de las clases dirigentes por Franco y los sublevados, el gobierno británico seguía reconociendo al de la República, que contaba con un cónsul oficial en la colonia). Con la designación de Franco como jefe de Estado, se hizo necesario que el nuevo gobierno contase con un representante «oficial» en Gibraltar, aunque no pudiese ser reconocido como tal por los británicos. En octubre, Goizueta presentó a las autoridades coloniales una carta del general Franco autorizándole como representante franquista. Aunque sin ser reconocido oficialmente, Goizueta fue de facto un subagente diplomático: aseguraba el abastecimiento de productos frescos y mano de obra a la colonia, gestionaba el abastecimiento de materias primas y combustibles a la zona franquista, transmitía peticiones británicas ante Franco, organizaba evacuaciones de refugiados y canjes de prisioneros (las gestiones más relevantes de Goizueta fueron las encaminadas a liberar a miembros de la familia Primo de Rivera o a un hijo del general Kindelán) o vigilaba las actividades de los refugiados republicanos y del cónsul legal del gobierno republicano. Además de actividades «legales», Goizueta dirigió una red de espionaje en el Campo de Gibraltar, que se encargaba de vigilar a la flota republicana que transitaba por el estrecho. Las actividades de Goizueta en Gibraltar se vieron ya alteradas cuando a mediados de agosto, el consulado oficioso franquista fue expulsado por las autoridades británicas, al parecer por presiones del gobierno republicano, y tuvo que instalarse en La Línea. Este traslado no afectó inmediatamente a la posición de Goizueta. Sin embargo, sus buenas relaciones con Queipo de Llano le llevaron a incluir a una de sus hermanas en un canje de prisioneros que gestionó en septiembre de 1937, lo que le hizo perder el favor del Generalísimo y ser sustituido por Luciano López Ferrer como representante oficioso de los sublevados ante las autoridades de la colonia. En octubre, Tarik Petroleum era liquidada.

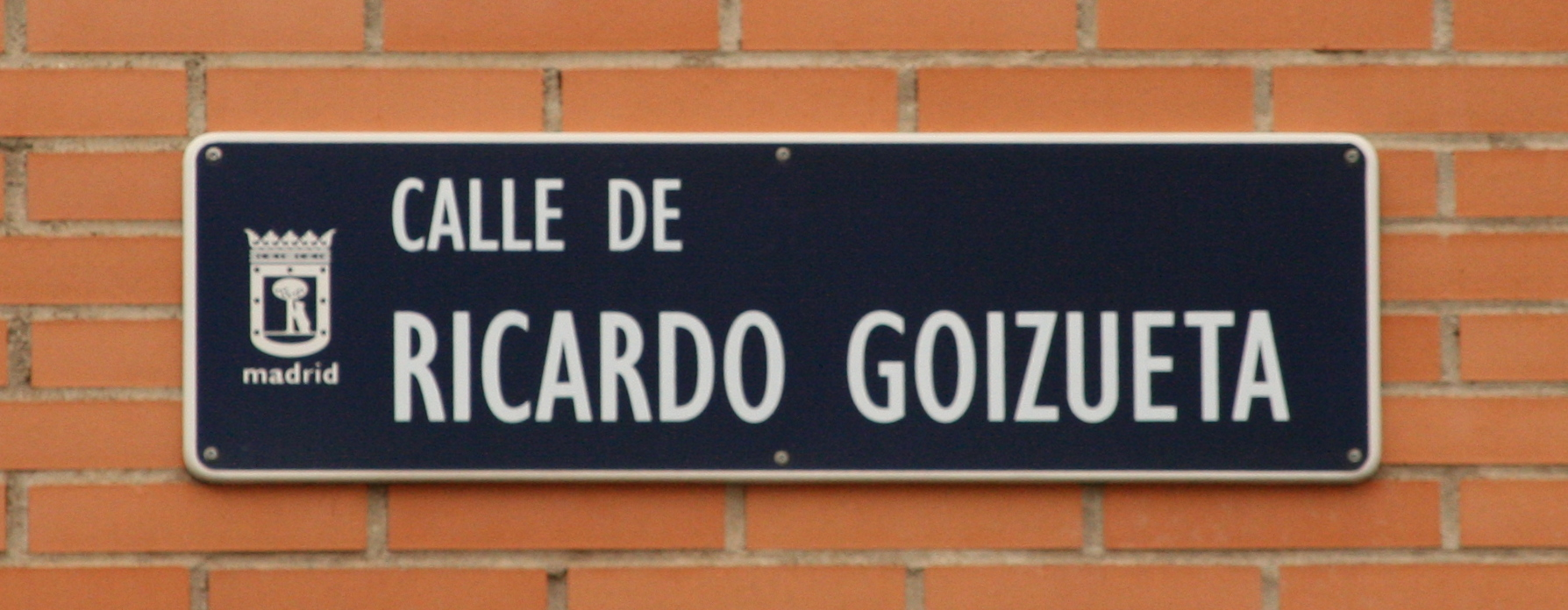
Placa de la calle Ricardo Goizueta de Madrid.

Tras la guerra volvió y se dedicó a las actividades empresariales. Entre ellas, Manufacturas Metálicas Madrileñas, de cuyo consejo de administración fue secretario y que, contando con Nicolás Franco como consejero, sufrió una sonada quiebra en 1968; el Banco Mercantil e Industrial, del que fue consejero; o Hidroeléctrica de Moncabril, participada mayoritariamente por el INI y de la que fue también consejero.

## La calle Ricardo Goizueta en Madrid
Ricardo Goizueta tiene una calle con su nombre en el madrileño barrio de Legazpi, en el distrito de Arganzuela. No se trata, sin embargo, de una calle dedicada por las autoridades franquistas tras la guerra, sino que el nombre le fue asignado en 1934, con la apertura de la calle por ser uno de los propietarios de los terrenos, que anteriormente habían sido parte de la dehesa de la Arganzuela. En la zona, después de la guerra, se instaló una de las factorías de Manufacturas Metálicas Madrileñas, empresa de cuyo consejo de administración formaba parte Goizueta.